# Тераса абразійна
ТЕРАСА АБРАЗІЙНА (ХВИЛЕПРИБІЙНА) (рос. терраса абразионная (волноприбойная), англ. abrasion terrace, strandflat, wavecut terrace; нім. Abrasionsterrasse f) – пологий хвилеприбійний майданчик, піднятий над рівнем моря або озера, обмежений з боку останніх активним або відмерлим кліфом. Є колишнім бенчем (абразійною платформою), сучасне гіпсометричне положення якого пов'язане з тектонічним підняттям або евстатичною регресією басейну.